# Aspila olivacea
Aspila olivacea là một loài bướm đêm trong họ Noctuidae.